# Rosa Fontana
Pour les articles homonymes, voir Fontana.
Rosa Fontana, née Rosa Engracia Sevilla Plo le 21 janvier 1938 à Saragosse, est une actrice espagnole,. Elle est connue pour ses apparitions dans de nombreux films espagnols et séries télévisées et a également joué au théâtre.

## Filmographie

### Films
- ¡Se armó el belén! - Maruji
- Vente à Alemania, Pepe
- Hay que educar a papá
- Las tres perfectas casadas
- Rien de moins qu'un vrai homme
- Celos, amor y mercado común
- Cinco almohadas para una noche
- Crónica del alba. Valentina
- Lala - Lucie

### Séries télévisées
- Ni pobre ni rico, sino todo lo contrario
- Diálogos de Carmelitas
- Aquí no hay quien viva